# Podmorje Plavnika i Kormata
Podmorje Plavnika i Kormata este o arie protejată (sit de importanță comunitară — SCI) din Croația întinsă pe o suprafață de 541,92 ha, integral marine.

## Localizare
Centrul sitului Podmorje Plavnika i Kormata este situat la coordonatele 44°57′14″N 14°33′25″E / 44.954°N 14.557°E.

## Înființare
Situl Podmorje Plavnika i Kormata a fost declarat sit de importanță comunitară în iulie 2013 pentru a proteja un număr necunoscut de specii din flora spontană și fauna sălbatică aflate în arealul zonei.

## Biodiversitate
Situată în ecoregiunea marină mediteraneană, aria protejată conține 1 habitat natural: Recifuri.
La baza desemnării sitului se află un număr nedeclarat de specii protejate.